# Шта доноси Месец
„Шта доноси Месец” (енгл. What the Moon Brings) је приповетка америчког писца Хауарда Филипса Лавкрафта, написана 5. јуна 1922. и први пут објављена у часопису National Amateur у мају 1923. године. Краћа је од већине других Лавкрафтових приповетки и у суштини је фрагмент, а заснована је на једном његовом сну.

## Радња
Прича описује надреални пејзаж снова. Приповедач једне вечери лута својим вртом и на месечини сведочи многим бизарним призорима. Убрзо стиже до потока:
Тихе и светлуцаве, светле и злобне, те месецом проклете воде журиле су не знам куда; док су са покривених обала бели лотосови цветови лепршали један по један на опијатном ноћном ветру и очајнички падали у поток, ужасно се ковитлајући испод засвођеног, исклесаног моста, и зурећи уназад са злокобном резигнацијом мирних, мртвих лица.
Након што је прешао мост, схвата да врту нема краја. Тамо где су некада стајали зидови сада су дрвеће и жбуње, са застрашујућим каменим идолима између сваког угла. Мртва лица га подстичу све даље и даље, док поток постаје река пре него што га одведе до обале мора. Одједном, лотосова лица нестају док месец тоне у хоризонт:
И док сам гледао како у њима нестају лотосова лица, чезнуо сам за мрежама да бих их ухватио и од њих научио тајне које је месец донео ноћу. Али када је тај месец прешао на запад и када је плима отишла са смркнуте обале, видео сам у тој светлости старе торњеве које су таласи скоро разоткрили, и беле стубове веселе са фестонима и зеленим морским алгама. И знајући да су на ово потопљено место дошли сви мртви, дрхтао сам и више нисам желео да говорим са лотосовим лицима.
Убрзо се затиче како гледа доле у рушевине древног града, града мртвих. Приповедач види кондора и жели да га пита о познаницима који су умрли. Неко време гледа море, посматрајући у њему таласе које приписује морским црвима. Одједном осети језу и примети нешто далеко испод таласа:
Нити је моје тело задрхтало без разлога, јер када сам подигао очи видео сам да је вода опала веома ниско, показујући велики део огромног гребена чији сам обод раније видео. И када сам видео да је гребен само црна базалтна круна шокантног еикона чије се монструозно чело сада показује на пригушеној месечини и чија подла копита морају да шетају по паклену муљу километрима испод, вриснуо сам и викнуо да се скривено лице не подигне изнад воде, и да ме скривене очи не погледају након што сам се макнуо оног подмуклог и издајничког жутог месеца.
Бежећи од ове монструозне ствари, он плива према потопљеном граду:
И да бих избегао ову немилосрдну ствар, радо сам и без оклевања заронио у смрдљиви плићак где се међу закоровљеним зидовима и потонулим улицама дебели морски црви хране мртвима нашег света.
Приповедачу је очигледно смрт дража од лудила онога чему је сведочио. Прича се завршава без потврде да ли је ово био крај приповедачевог живота или не.

## Историја објављивања
Приповетка је први пут објављена у часопису National Amateur у мају 1923. године. Након тога је поново објављивана у 1971, 1995. и 2005. године у различитим медијима.